# Bonin (powiat łobeski)

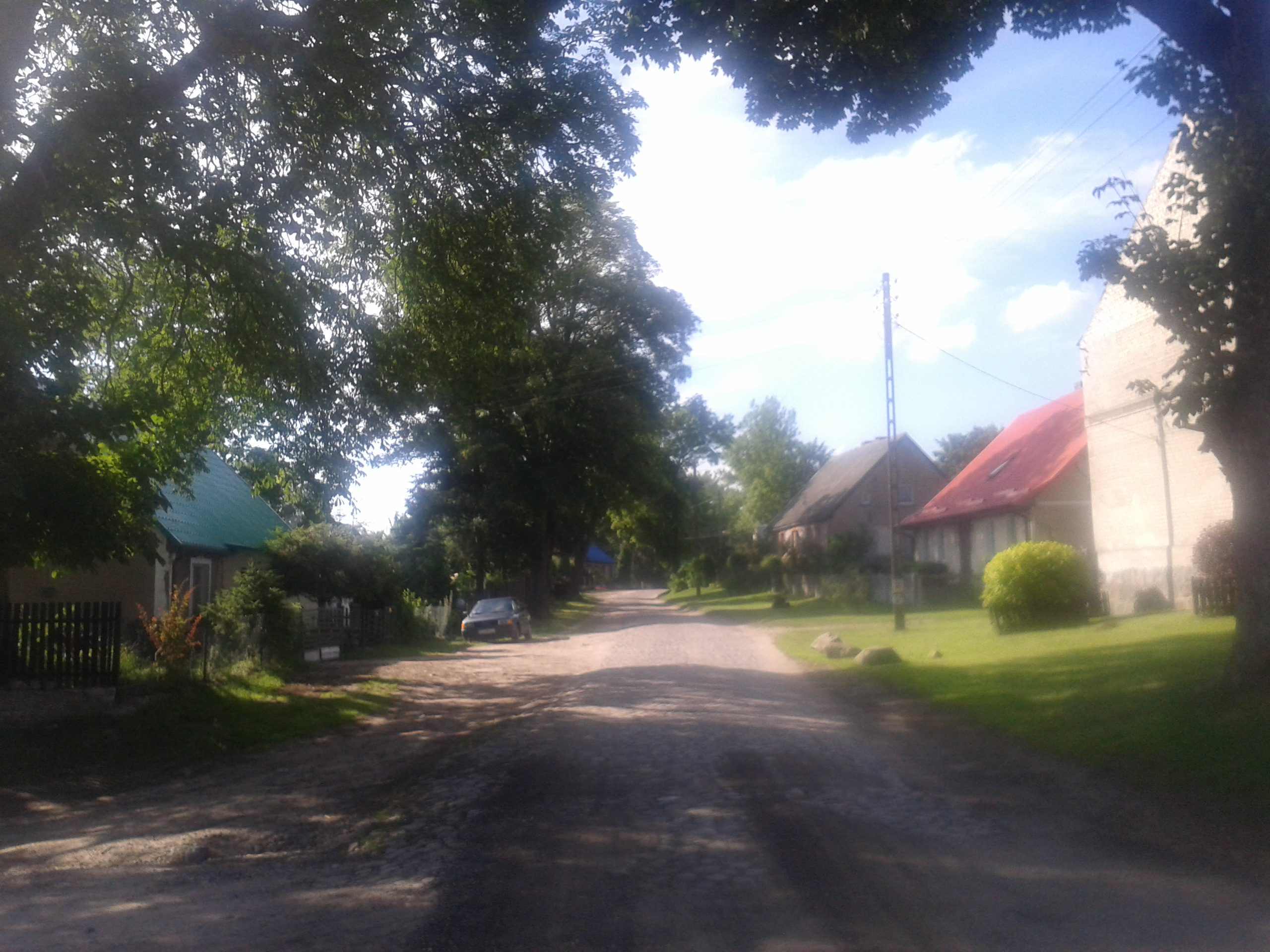
Bonin - gmina Łobez

Bonin (niem. Bonin) – wieś sołecka w Polsce położona w województwie zachodniopomorskim, w powiecie łobeskim, w gminie Łobez. Według danych z 29 września 2014 r. wieś miała mieszkańców 118 mieszkających w 28 domach.
W latach 1818–1945 miejscowość administracyjnie należała do Landkreis Regenwalde (powiat Resko) z siedzibą do roku 1860 w Resku, a następnie w Łobzie. W latach 1933 i 1939 miejscowość liczyła odpowiednio 331 i 273 mieszkańców.
W latach 1975–1998 miejscowość należała administracyjnie do województwa szczecińskiego.

## Kalendarium
- 1285 – pierwsza wzmianka o wsi.
- XIX w. – zbudowano dwór.
- ok. 1845 – Luis von Borcke fundatorem neogotyckiego kościoła.
- 1845 – odlano dzwony dla kościoła (średnica 55 cm).
- 1873 – właścicielem folwarku był Bernhard von Borcke.
- 1893–1903 – właścicielem folwarku był Wolff Degner Borcke.
- 1903–1917 – właścicielem folwarku był Claus Borcke.
- 1917–1919 – majątek przeszedł na rodzinę Kuster.
- od 1919 – właścicielem folwarku był Wiktor Forak.
- 1925 – liczba mieszkańców wynosiła 378 osób, w tym 194 mężczyzn.
- 1931 – powierzchnia majątku obejmuje 1814 ha.
- 1937 – zbudowano budynek szkoły.
- do 1945 – nauczycielem był Ernst Fritz.

We wsi znajdują się następujące atrakcje:
- Kościół św. Józefa – wzniesiony w 1845 r. w stylu neogotyckim na planie prostokąta bez wyodrębnionego prezbiterium. Ściany z kamienia narzutowego koronuje prosty gzyms ceglany. Dwukondygnacyjną wieżę o wys. 19 m zwieńczono barokowym hełmem z początku XVIII w. Z cennego wyposażenia należy wskazać manierystyczny ołtarz z XVII w. wraz z obrazem olejnym „Zdjęcie z krzyża” oraz ośmioboczną barokową ambonę z tego samego okresu.
- Zespół dworsko-parkowy, który oddzielony jest od wiejskich zabudowań niewielkim strumieniem, zwany bonińskim.
- Dwór myśliwski o cechach eklektycznych zbudowano w XIX w. Od frontu budowlę zdobi charakterystyczny ryzalit zwieńczony trójkątnym tympanonem i poprzedzony gankiem z czterema filarami i tarasem u góry. Obecnie obiekt wraz z dawnym folwarkiem wykorzystany jest jako zakład treningowy stada ogierów.
- Z dworem sąsiaduje park o charakterze leśnym. Wśród starodrzewu przeważają dęby, rosnące również przy dworze.
- Aleja starych dębów.

We wsi znajduje się świetlica wiejska prowadzona przez Łobeski Dom Kultury.